# شارونگه (توتین)
شارونگه (به صربی: Šaronje) یک منطقهٔ مسکونی در صربستان است که در توتین، صربستان واقع شده‌است. شارونگه ۲۳۱ نفر جمعیت دارد.